# Nina Sterckx
Nina Sterckx (Sint-Denijs-Westrem, 26 juli 2002) is een Belgisch gewichthefster.

## Levensloop
In maart 2019 werd Sterckx wereldkampioene bij de jeugd. Zij won in datzelfde jaar het EK voor junioren, precies tien jaar na de Europese titel van haar coach Tom Goegebuer. Tijdens het EK vestigde ze tevens in de snatch het wereldrecord U17 door 83 kilo te tillen.
In 2021 veroverde Sterckx de bronzen medaille in de klasse tot 55 kg op de Europese kampioenschappen in Moskou. Ze haalde 88 kg in het trekken en 109 kg in het stoten. Ze nam deel aan de Olympische Spelen in Tokio, alwaar ze een vijfde plaats behaalde in de klasse tot 49 kg. Ze haalde 81 kg in het trekken en 99 kg in het stoten goed voor een totaal van 180 kg en een Belgisch record. In 2021 werd ze op de Gentse Sportawards tot Sportvrouw van het jaar gekroond.
Begin mei 2022 werd ze in het Griekse Iraklion wereldkampioene bij de junioren in haar gewichtsklasse, ze tilde een totaalgewicht van 204 kg. Eveneens dat jaar, op de Europese kampioenschappen in het Albanese Tirana, legde ze beslag op brons in de categorie -55kg. Ze trok aldaar 94 kg en stootte 111 kg. Op de Europese kampioenschappen van 2023 in het Armeense Jerevan behaalde ze zilver in de categorie -59kg. In de snatch kwam ze tot 93 kg en in de clean&jerk tot 129kg, goed voor 209 punten.
Sterckx is lid van Koninklijk Olympic Gent.

## Nationale records
| Categorie | Trekken | Stoten | Totaal |
| --------- | ------- | ------ | ------ |
| -49 kg    | 89 kg   | 104 kg | 193 kg |
| -55 kg    | 95 kg   | 118 kg | 213 kg |
| -59 kg    | 102 kg  | 122 kg | 224 kg |
| -64 kg    | 101 kg  | 123 kg | 224 kg |

## Palmares

### -49 kg
- 2021: 5e 0S
- 2022: 6e WK
- 2024: DNF 0S

### -55 kg
- 2019:  WK U18
- 2019:  EK U20
- 2020: 8e EK
- 2021:  EK
- 2021:  WK U20
- 2022:  WK U20
- 2022:  EK
- 2022:  EK U20

### -59 kg
- 2023:  EK